# Stapelfeld (Cloppenburg)
Stapelfeld ist ein Ortsteil der Stadt Cloppenburg im gleichnamigen Landkreis in Niedersachsen.
Der Ort liegt westlich des Kernbereichs von Cloppenburg zwischen der nördlich verlaufenden B 213 und der östlich verlaufenden B 68.
Gemeindezentrum für die überwiegend katholischen Christen in Stapelfeld und dem benachbarten Stadtteil Vahren ist die Heilig-Kreuz-Kirche. Von überregionaler Bedeutung ist die 1974 gegründete Katholische Akademie Stapelfeld, eine Heimvolkshochschule, mit ihrer Anfang der 1990er-Jahre eingerichteten Dependance Umweltzentrum Oldenburger Münsterland.

## Persönlichkeiten
- Heinrich Dickerhoff (* 1953) ist seit 1978 Dozent an und seit 2006 Pädagogischer Direktor der Katholischen Akademie Stapelfeld.
- Willi Rolfes (* 1964) ist seit 2007 geschäftsführender Direktor der Katholischen Akademie Stapelfeld.

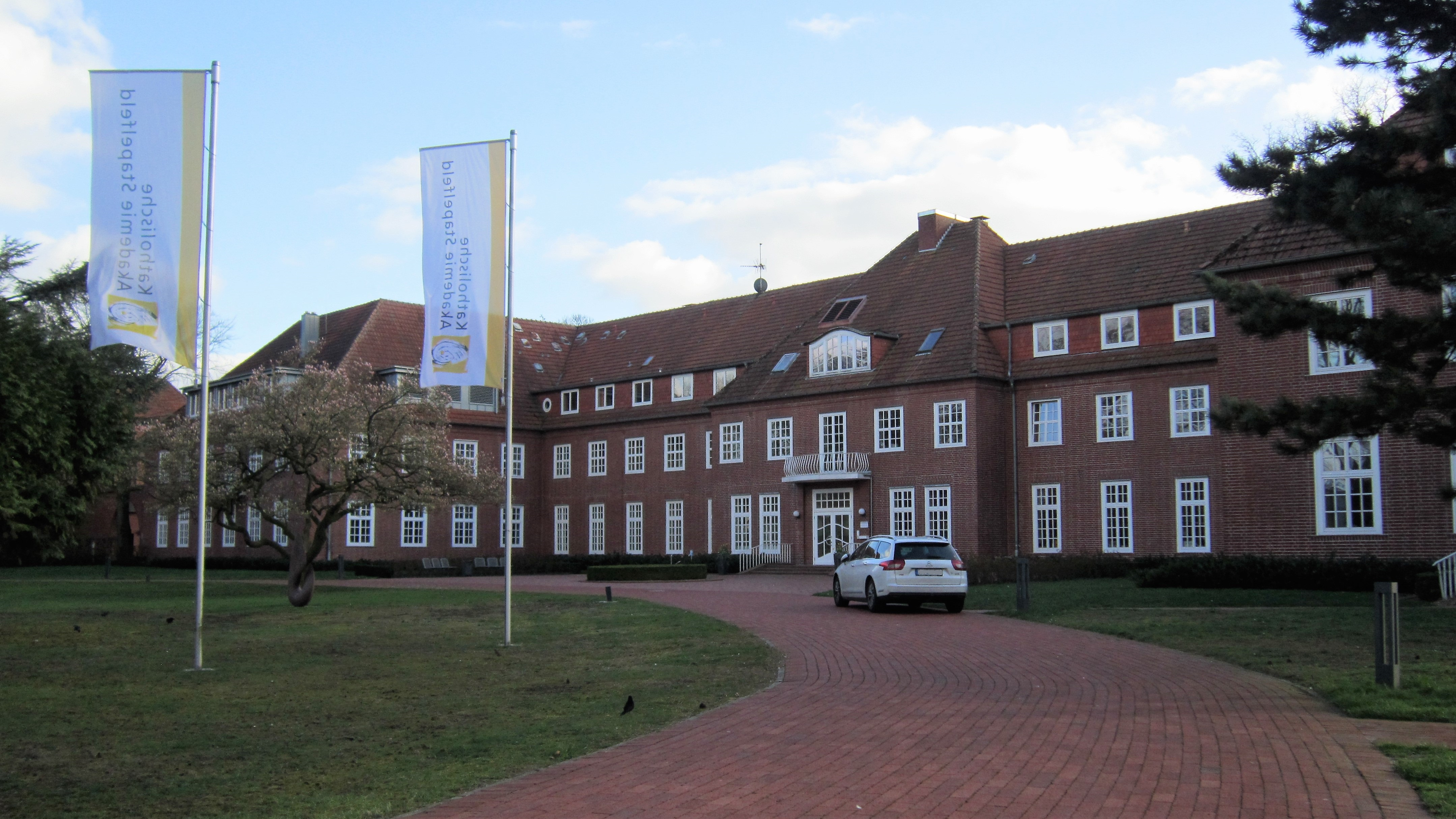
Hauptgebäude der Katholischen Akademie Stapelfeld
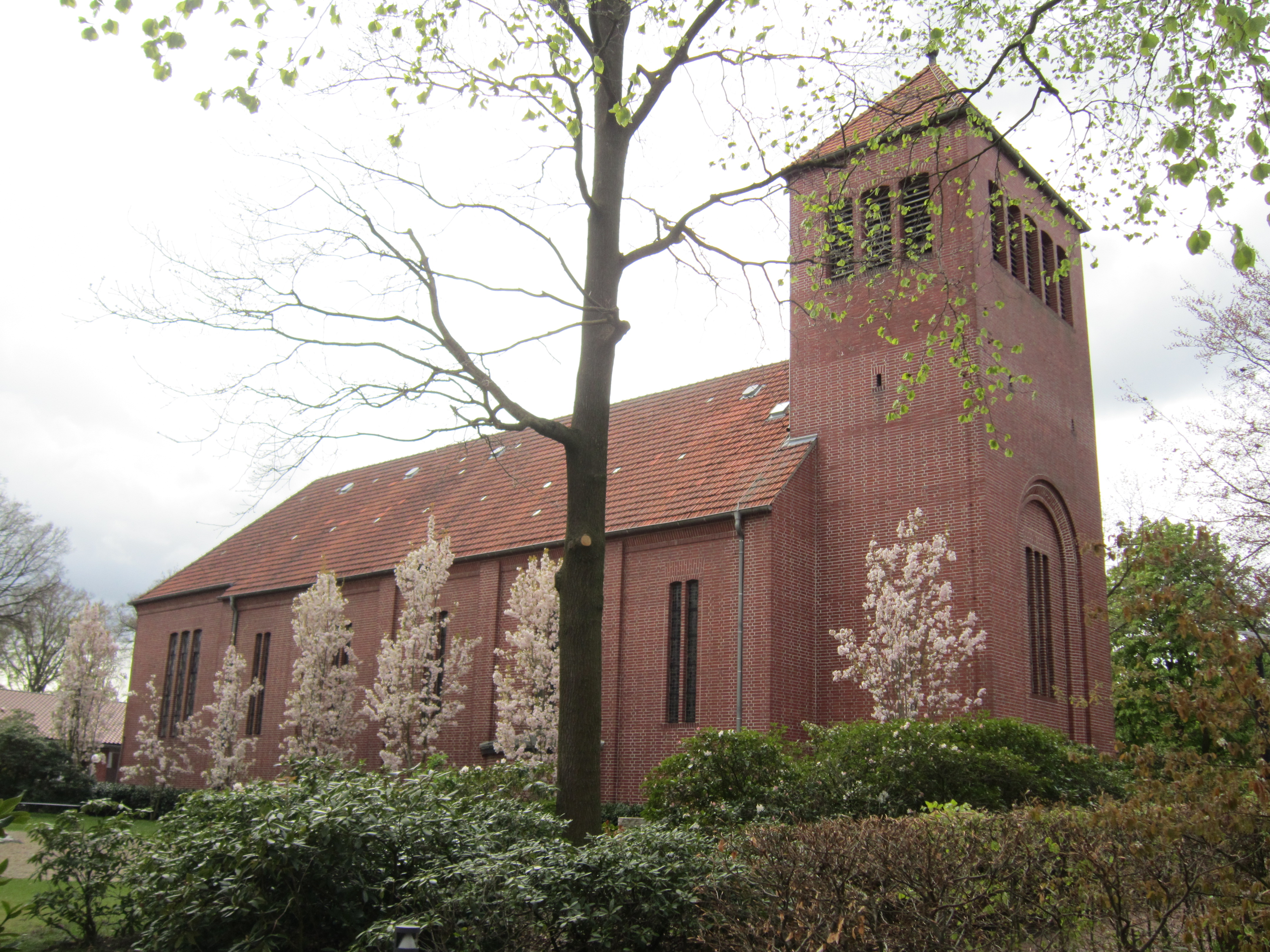
Heilig-Kreuz-Kirche Stapelfeld
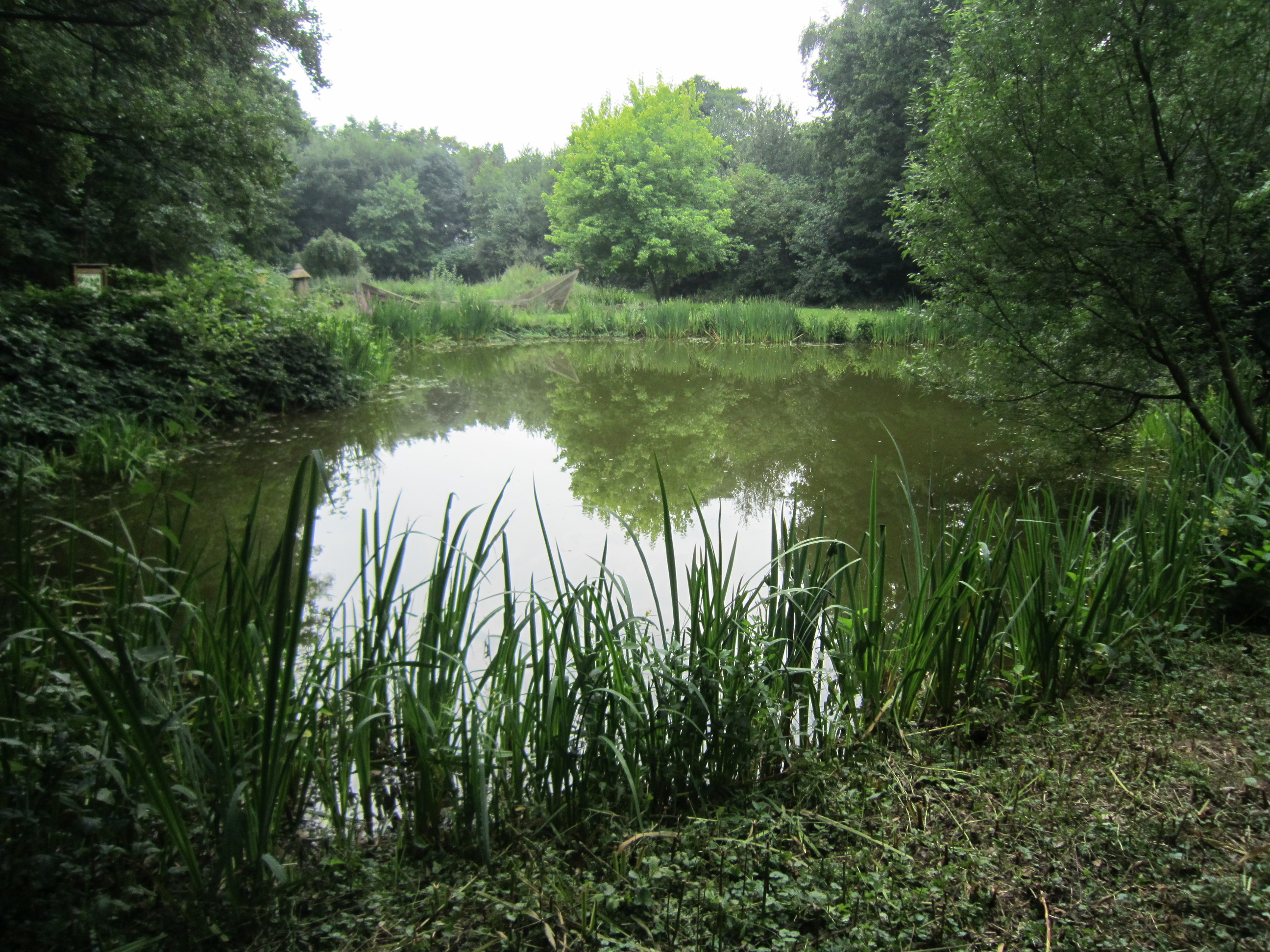
Teich auf dem Gelände des Umweltzentrums Oldenburger Münsterland